# ターマイトボール
ターマイトボール（英: termite ball）は、シロアリの卵に物理的・化学的に擬態している菌核。Athelia属の糸状菌が形成する。

## 内容
シロアリは、典型的な真社会性の社会性昆虫である。女王が産卵すると、働き蟻はそれを運んで一カ所に積み上げて置き、それを口で清める（グルーミング）などの保護を行う。ところが、ヤマトシロアリに於いて、このような卵塊の中に、肉眼でも違うと判別できるような小粒が混在しているのが発見された。シロアリ卵は白っぽい半透明で、楕円形なのに対して、その小粒は褐色を帯び、球形で、大きさはシロアリ卵程度である。松浦健二らは、これにターマイトボールと名付け、その正体を調べた。その結果、ミトコンドリアRNAの情報より、それが菌類であり、Athelia属の新種であることが判明した（この菌は、担子菌に属し、同属のものとしては大豆の白絹病を引き起こすA. rolfsiiが有名）。
松浦らは、様々な大きさのガラスビーズを用いて実験したところ、シロアリ卵の短径と同じ直径のガラスビーズに卵の抽出液を塗りつけた場合、シロアリはそれを積極的に拾い上げて、卵としての世話をすることを発見した。つまり、菌核は、シロアリが自分たちの卵と判断する大きさと、卵認識物質を生産することで、物理・化学的に卵に擬態しているものと判断された。

## 菌の同定
ターマイトボールの断面の観察から、それが偽柔組織からなり、さらに、若干の色素を含む細胞から構成されていることがわかった。これをジャガイモブドウ糖寒天培地(PDA)上で培養すると、数日で発芽し、白い菌糸からなるコロニーを形成した。最初の菌糸は径1.5-3μmで、かすがい連結を持つ。さらに伸び出す菌糸はやや細くなり、かすがい連結を持たない。コロニーの外周近くに、ターマイトボールと同じものと判断できる菌核を形成した。テレオモルフ（有性生殖器官）はこの培地の上では形成されなかった。このようなことから、ターマイトボールが担子菌類の菌核であると判断された。

## シロアリと菌との関係
シロアリの糞や唾液には抗菌作用があり、それを巣の内部に塗ることで、有害な微生物の繁殖は抑制されている。これに対して、ターマイトボールは、シロアリに運ばれることで、容易にシロアリの巣内に入ることができる。また、シロアリの巣が分裂する際には、卵と同様に運ばれることで、分布を広げることが可能になる。また、菌核は休眠体であるが、その一部が巣内で成長している例も発見され、それが作った菌核も、同様にシロアリに運ばれる。また、働き蟻による卵のグルーミングの頻度が低くなると、菌核が発芽して、卵を吸収する例も知られている。
キノコシロアリ類では、巣内の菌が小粒を作り、これがシロアリの食物となることが知られているが、この菌核の場合、シロアリがそれを食うことはない。したがって、シロアリの側には、この菌核を保護することによるメリットはないと思われる。これに対して、上記のような問題の他に、シロアリ卵に対する保護手当が相対的に少なくなることも考えられ、多くの点で、シロアリは不利益を受けている。
つまり、この菌とシロアリの関係は、シロアリには不利、菌には有利なものであるから、シロアリに菌が寄生していると見なすことができる。ただし、菌が得るものが、シロアリそのものでなく、本来はシロアリの卵が受けるべき社会的な行動の成果である点が珍しい。その意味で、社会寄生と言うことができる。

## 応用
シロアリは建築物や家屋の重大な害虫であるから、その防除は大きな問題である。しかしながら、その巣が材木の中や地中にあって発見しづらいこと、見つけても、その内部まで薬剤を送り込むのが困難なことが、その防除の上での大きな問題となっている。しかしこの菌の発見から、同様の方法で、人工物を卵に擬態させて、それをシロアリ自身に巣内に持ち込ませる、という方法が考えられるようになった。